# Авраамий (Юхов)
Митрополит Авраамий (Юхов или Юхнов; ум. 6 [17] августа 1702 г.) — епископ Русской православной церкви, митрополит Белгородский и Обоянский.

## Биография
Год рождения неизвестен.
С 1680 года — игумен Отроча монастыря в Твери.
С 1681 года — архимандрит Московского Спасо-Андроникова монастыря.
25 июня 1682 года участвовал в короновании малолетних государей Ивана и Петра Алексеевичей.
13 июля 1684 года архимандрит Авраамии был хиротонисан во епископа Белгородского и Обоянского с возведением в сан митрополита.
Белгородской епархией митрополит Авраамий управлял в течение 18 лет. Единственным сохранившимся документом, характеризующим некоторые стороны деятельности этого архипастыря на Белгородской кафедре, была его «Инструкция поповским старостам и протопопам». Она включала в себя наставления различного характера. Главное внимание было обращено на правильность совершения Божественных служб, а также на достойное поведение духовенства. Священникам предписывалось строго соблюдать порядок христианской Церкви при совершении ими Таинств венчания, крещения и др. Некоторые вопросы инструкции, относившиеся к духовенству, имели чисто административный характер, например, о наличии у священников ставленных и отпускных грамот. Основным наставлением для паствы было непременное посещение храма в воскресные и праздничные дни и освобождение всех жителей в эти дни от всякой работы. Особой строгостью отличались наставления, относившиеся к нравственному поведению паствы. За несоблюдение закона в вопросах нравственности применялись строгие наказания и штрафы. Суть всех наставлений названной инструкции сводилась к одному: воспитать дух благочестия и правильной христианской жизни как среди паствы, так и среди духовенства.
Скончался 6 августа 1702 года.